# Berriàs e Castèljau
Berriàs e Castèljau (en francès Berrias-et-Casteljau) és un municipi francès situat al departament de l'Ardecha i a la regió d'Alvèrnia-Roine-Alps. L'any 2007 tenia 602 habitants.

## Demografia

### Població
El 2007 la població de fet de Berrias-et-Casteljau era de 602 persones. Hi havia 248 famílies de les quals 72 eren unipersonals (24 homes vivint sols i 48 dones vivint soles), 104 parelles sense fills, 44 parelles amb fills i 28 famílies monoparentals amb fills.
La població ha evolucionat segons el següent gràfic:
Habitants censats

### Habitatges
El 2007 hi havia 635 habitatges, 270 eren l'habitatge principal de la família, 310 eren segones residències i 55 estaven desocupats. 476 eren cases i 158 eren apartaments. Dels 270 habitatges principals, 209 estaven ocupats pels seus propietaris, 53 estaven llogats i ocupats pels llogaters i 8 estaven cedits a títol gratuït; 3 tenien una cambra, 11 en tenien dues, 52 en tenien tres, 78 en tenien quatre i 126 en tenien cinc o més. 212 habitatges disposaven pel capbaix d'una plaça de pàrquing. A 122 habitatges hi havia un automòbil i a 127 n'hi havia dos o més.

### Piràmide de població
La piràmide de població per edats i sexe el 2009 era:
| Homes | Edats   | Dones |
| ----- | ------- | ----- |
| 0     | 95 o +  | 0     |
| 4     | 90 a 94 | 4     |
| 8     | 85 a 89 | 8     |
| 4     | 80 a 84 | 16    |
| 16    | 75 a 79 | 24    |
| 24    | 70 a 74 | 12    |
| 12    | 65 a 69 | 16    |
| 24    | 60 a 64 | 36    |
| 20    | 55 a 59 | 20    |
| 16    | 50 a 54 | 8     |
| 16    | 45 a 49 | 24    |
| 36    | 40 a 44 | 36    |
| 8     | 35 a 39 | 20    |
| 8     | 30 a 34 | 8     |
| 8     | 25 a 29 | 8     |
| 12    | 20 a 24 | 12    |
| 12    | 15 a 19 | 20    |
| 20    | 10 a 14 | 8     |
| 16    | 5 a 9   | 8     |
| 20    | 0 a 4   | 4     |

## Economia
El 2007 la població en edat de treballar era de 359 persones, 259 eren actives i 100 eren inactives. De les 259 persones actives 225 estaven ocupades (119 homes i 106 dones) i 34 estaven aturades (17 homes i 17 dones). De les 100 persones inactives 50 estaven jubilades, 22 estaven estudiant i 28 estaven classificades com a «altres inactius».

### Ingressos
El 2009 a Berrias-et-Casteljau hi havia 287 unitats fiscals que integraven 657 persones, la mediana anual d'ingressos fiscals per persona era de 15.264 €.

### Activitats econòmiques
Dels 63 establiments que hi havia el 2007, 3 eren d'empreses alimentàries, 1 d'una empresa de fabricació de material elèctric, 1 d'una empresa de fabricació d'altres productes industrials, 6 d'empreses de construcció, 11 d'empreses de comerç i reparació d'automòbils, 2 d'empreses de transport, 20 d'empreses d'hostatgeria i restauració, 5 d'empreses immobiliàries, 1 d'una empresa de serveis, 10 d'entitats de l'administració pública i 3 d'empreses classificades com a «altres activitats de serveis».
Dels 15 establiments de servei als particulars que hi havia el 2009, 1 era una oficina de correu, 1 taller de reparació d'automòbils i de material agrícola, 1 paleta, 1 guixaire pintor, 1 fusteria, 2 electricistes, 1 perruqueria i 7 restaurants.
Dels 4 establiments comercials que hi havia el 2009, 1 era una botiga de més de 120 m², 2 fleques i 1 una joieria.
L'any 2000 a Berrias-et-Casteljau hi havia 51 explotacions agrícoles que ocupaven un total de 832 hectàrees.

## Equipaments sanitaris i escolars
L'únic equipament sanitari que hi havia el 2009 era una ambulància.
El 2009 hi havia 2 escoles elementals.

## Poblacions més properes
El següent diagrama mostra les poblacions més properes.